# Acraea lusinga
Acraea lusinga är en fjärilsart som beskrevs av Frans G.Overlaet 1955. Acraea lusinga ingår i släktet Acraea och familjen praktfjärilar. Inga underarter finns listade i Catalogue of Life.